# 黄圣依
黄圣依（1983年2月11日—），上海人，中國女演员、歌手，毕业于北京电影学院表演系01级本科班，2004年凭借周星驰电影《功夫》走红，不久即与公司发生矛盾，花了一年半时间成功解约，之后与巨力集团副总裁兼执行总裁杨子合作，两人除合拍影视剧外，还成立巨力影视公司。不过由于两人的关系屡受猜疑，黄圣依在2011年成立了独立的巨力圣依公司并担任总裁。
其代表作除《功夫》外，还有2007年播出的电视剧《碧血剑》和《天仙配》以及电影《白蛇传说》。

## 生平

### 早年经历
黄圣依出生于上海一个知识分子家庭，父亲黄自强是上海第二工业大学讲师；母亲邓传理是《新民晚报》编辑，祖籍四川奉节。她的家族中有多位名人，其中母亲邓传理的姑妈是《新民晚报》创始人邓季惺，而母亲的表哥则是邓季惺之子、经济学家吴敬琏。从小父母就对黄圣依进行综合素质教育，从2岁起先后学过舞蹈、钢琴、绘画等，这为她后来的演艺之路打下了重要基础。从高安路第一小学到上海市徐汇中学，她都是少年宫舞蹈队成员。不过由于表舅的缘故，父母希望她长大后从事工商管理方面的工作。黄圣依高中就读于上海交大附中，学习理科，打算将来报考上海交通大学旅游和酒店管理专业。
2000年4月，临近高三的黄圣依参加了上海戏剧频道“灿烂星河”节目的主持人招募大赛，在1000余名参赛者中脱颖而出，夺得冠军和最佳上镜奖，这成了其人生的一大转折点。之后她担任了一段时间的节目主持人。高考前，黄圣依先后报考北京电影学院表演系和上海戏剧学院播音与主持艺术专业，都顺利通过了三试。同时因为高考成绩不理想，父母只好同意她走表演这条路，最终黄圣依选择进入北京电影学院。

### 从星女郎到解约
2002年，刚读完大一的黄圣依放暑假回家，有幸被选中出演偶像剧《红苹果乐园》，这是她的首部电视剧。2003年4月，因遭遇“非典”，黄圣依从北京回到上海，偶然间报名参加周星驰新片《功夫》的演员甄选。经过两轮面试，周星驰敲定她担当电影的女主角。参演《功夫》彻底改变了黄圣依的人生轨迹，使她成为了万众瞩目的“星女郎”。随后她签约星辉公司，很快接拍了多部影视作品。
2004年底，《功夫》正式上映。尽管戏份不多，且饰演一位哑女的她无一句台词，但黄圣依凭借清新的相貌和清纯的气质一炮而红，并入围第24届香港电影金像奖“最佳新演员”提名。而周星驰也在庆功会上宣布黄圣依将担任续集的女主角。
就在大家一致认为她的演艺事业将一帆风顺的时候，2005年8月，黄圣依突然对经纪公司提出多项控诉，指责对方压榨自己，并宣布单方面解约，此事在娱乐圈引发了强烈地震。对此，星辉公司坚决不接受解约，指责黄圣依不服从管理，恃宠而骄，双方矛盾迅速激化。不久，双方分别在香港和上海起诉对方。与此同时，星辉公司对黄圣依采取了封杀措施，禁止其出席在香港的各种宣传活动。（关于解约案详情，参见“争议事件”一节）

### 搭档杨子
2006年2月，一直在黄圣依身后为其撑腰和出谋划策，身为巨力集团副总裁兼执行总裁的杨子被媒体曝光。7月，黄圣依先后与中视精彩和宇乐乐签订影视和唱片合约，至此其与星辉公司的合约已是名存实亡。不过直到2007年2月达成庭外和解后，双方才彻底解除关系。与此同时，她与杨子的合作全面展开。两人从2006年开始搭档拍摄了多部影视作品，杨子还担任了黄圣依的经纪人。2007年1月，与杨子以及合作伙伴苏雷洋一起，三人成立了全艺太和影视公司，黄圣依既是股东又是旗下艺人。不久，她又南下香港与英皇电影合作，加盟刘镇伟执导的影片《出水芙蓉》，并签约英皇星艺。
另一方面，虽然在05和06年先后有电影《猛龙》和电视剧《金色年华》等作品播映，还于2006年6月推出首支单曲《不许惹我生气》，但始终反响平平，成绩欠佳。
2007年是黄圣依事业的一个小高峰。这年2月，张纪中版《碧血剑》正式播出，黄圣依在剧中饰演夏青青一角，这是她爆出解约事件后私自接拍的首部作品。尽管戏里的武打动作受到了一些质疑，此剧仍获得了高收视，并成为其代表之作。年底，由她和杨子担当主演的电视剧《天仙配》播出后，因杨子而引发了极大争议。不过黄圣依在剧中的表现还是得到了观众的肯定，最终此剧成为央视八套当年的收视冠军。
原本黄圣依打算于2007年5月发行自己的首张个人专辑，主打歌《爱的纹身》也于3月底正式推出。然而之后因同制作人发生分歧导致唱片制作停工，发行时间一推再推。9月，又传出公司失窃致母带丢失和宇乐乐内讧的消息。最终《爱的纹身》同另外3首歌曲被单独组成一张EP，且并未对外发行。
2008年2月6日，黄圣依携新歌《天天向上》首次亮相央视春晚，一身“未来战士”般的大胆造型使她成为当晚的焦点。随后她于2月下旬赴美“充电”，除学习声乐舞蹈和拍摄MV外，还成功接拍好莱坞大片《勇闯魔域山》（又译为《巫山历险记》、《巫婆山》），扮演一位外星公主，遗憾的是其大部分戏份在影片上映时被剪。5月4日，作为火炬手参加了北京奥运会火炬传递三亞站的活动。值得一提的是，在当年公布的福布斯中国百大名人权力榜中，黄圣依不但连续第三年进入榜单，还凭借前一年的优异成绩上升到了第20位。

### 入主巨力

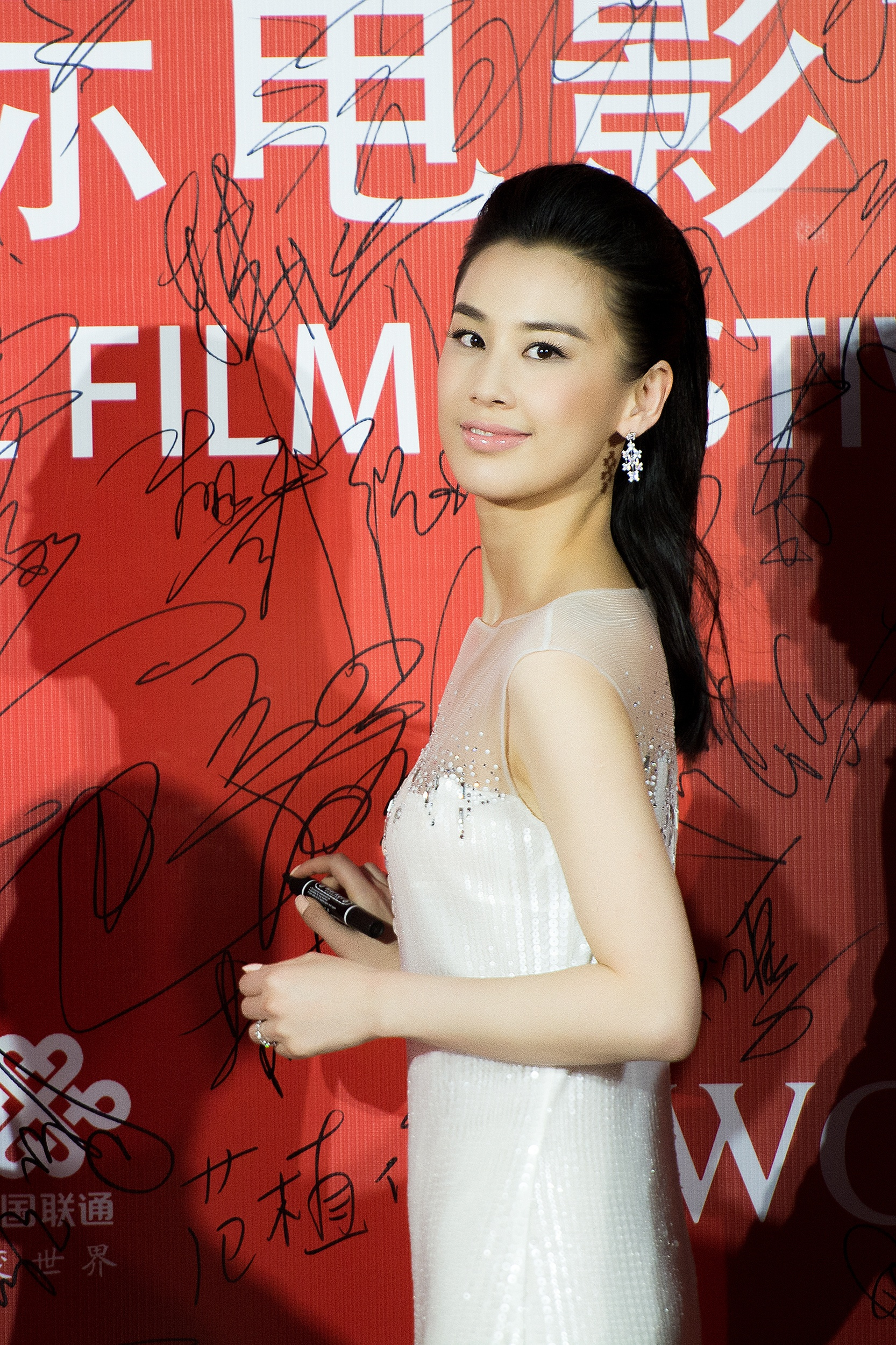
黄圣依亮相2014年北京国际电影节

因理念不合，黄圣依和杨子在2008年离开了全艺太和，两人随后合伙成立巨力影视，黄圣依作为股东占有30%的股份，并担任公司执行总裁，由此正式晋身为老板。7月，她以出品人的身份参加了电视剧《花舞飞雪》（后改名《无间有爱》）的开机仪式。9月，黄圣依加盟英皇娱乐，并与之续签了香港地区影视合约。
另外在遭遇了前一年一连串的事故后，2008年7月28日，黄圣依终于在北京举行了首张个人同名专辑《黄圣依》的发布会。这张来之不易的专辑共收录了9首歌曲，包括年初推出的《天天向上》和《生日卡片》两首单曲。作为其步入歌坛的重要作品，专辑上市第一天全国发货量即突破25万张。
2009年1月25日，黄圣依再次登上春晚舞台并带来了音乐剧《森林舞会》。4月，在由腾讯网发起的“80后新生代娱乐大明星”评选中，与刘亦菲、杨幂和王珞丹一同被评为大陆新“四小花旦”之一。9月19日，黄圣依在成都举办了自己首场个人演唱会。年底，又在上海宣布发行第二张专辑《选美Everyday》。此外，她还在当年拍摄了共和国60周年献礼影片《寻找刘三姐》和央视开年大戏《下南洋》等重要作品。

### 自立门户
2011年6月，在与杨子捆绑合作了5年之后，黄圣依成立了自己独立的子公司巨力圣依并担任总裁，自此开始谋求独立发展。与此同时，她也在微博中反思过去并规划了将来的事业，承诺“不会再接拍烂戏”。在经历了多年鲜有佳作的窘境后，电影《白蛇传说》令她的事业重新回到正轨，这部魔幻大片9月底上映后票房一路走高，最终突破了2亿元大关。
2012年，黄圣依与赵本山及其徒弟宋小宝合作拍摄了电视剧《第22条婚规》，以此为契机，她于当年10月登上沈阳的刘老根大舞台，并正式拜赵本山为师。
2024年，与杨子一起上《再见爱人》引发热议。
2025年，已证实与杨子离婚。

## 品牌代言
- kc皮草
- 悠百佳
- 兰瑟
- 绿瘦
- DHV
- 安基瓷砖·卫浴
- 三星电器
- LG冰箱
- 联通
- 摩托罗拉手机
- 真怡美服饰
- 雪佛莱汽车
- 好丽友
- 九鑫螨婷
- DBTEL手机
- 松下电器
- 天时达手机

## 演出作品

### 电视剧
| 首播年份 | 剧名                 | 角色         | 备注                      |
| 2003年   | 红苹果乐园           | 江玲达       |                           |
| 2005年   | 天下第一             | 柳生雪姬     |                           |
| 2005年   | 新九品芝麻官         | 展随风       |                           |
| 2006年   | 功夫状元             | 金莎（温绮） |                           |
| 2006年   | 金色年华             | 艾晚晴       |                           |
| 2007年   | 碧血剑               | 夏青青       |                           |
| 2007年   | 家和万事兴之抬头见喜 | 崔喜悦       |                           |
| 2007年   | 丁家有女喜洋洋       | 丁讯         |                           |
| 2007年   | 天涯歌女             | 王人美       |                           |
| 2007年   | 天仙配               | 七仙女       |                           |
| 2008年   | 凭什么爱你           | 马可可       | 网络首播                  |
| 2008年   | 王屋山下的传说       | 百合         |                           |
| 2008年   | 日月凌空             | 谢瑶环       | 香港首播                  |
| 2009年   | 家事往事身边事       | 林五媚       |                           |
| 2009年   | 女孩冲冲冲           | 刘备         |                           |
| 2010年   | 东京生死恋           | 蓝扣子       | 网络首播                  |
| 2010年   | 广府太极传奇         | 杨玉英       |                           |
| 2011年   | 青春旋律             | 甜甜         |                           |
| 2011年   | 下南洋               | 陶舒燕       |                           |
| 2011年   | 盖世英雄方世玉       | 雷无双       |                           |
| 2013年   | 第22条婚规           | 李悦瞳       |                           |
| 2013年   | 没有承诺的爱         | 林敏娜       | 发行DVD，2015年电视台播出 |
| 2015年   | 爱你，万缕千丝       | 佟之元       |                           |
| 2015年   | 我在锡林郭勒等你     | 韩笑         |                           |
| 2016年   | 第二十二条婚规（二） | 李悦瞳       |                           |
| 2018年   | 诱惑                 | 夏薇         | 2012年拍摄                |
| 2019年   | 热爱                 | 安心         |                           |
| 2020年   | 鬓边不是海棠红       | 古大犁       | 客串                      |
| 2023年   | 岁岁青莲             | 慕海瑶       | 網絡劇，2019年拍摄        |
| 未播出   | 好想听你说爱我       |              | 2015年拍摄                |
| 未播出   | 少帝康熙             |              |                           |

### 电影
| 上映年份             | 电影名           | 角色                   |
| 2004年               | 功夫             | 阿芳                   |
| 2005年               | 天堂的眼睛       | 白雪                   |
| 2005年               | 猛龙             | 白若雪                 |
| 2006年               | 战神再现         | 小灵                   |
| 未公映（2006年拍摄） | 飞刀             | 小玉                   |
| 2007年               | 爱情呼叫转移     | 龙小虾                 |
| 未公映（2007年拍摄） | 缘来是爱         | 慈善歌手               |
| 2009年               | 巫山历险记       | UFO女猎手希拉          |
| 2009年               | 建国大业         | 延安新华广播电台播音员 |
| 2010年               | 寻找刘三姐       | 刘甜甜                 |
| 2010年               | 出水芙蓉         | 阿玉                   |
| 2010年               | 盗版爱情         | 辣椒妹                 |
| 2011年               | 守望者：罪恶迷途 | 楚小莉                 |
| 2011年               | 白蛇传说         | 白素貞                 |
| 2012年               | 女人如花         | 颜雯                   |
| 2012年               | 一夜成名         | 隋晓菲                 |
| 2013年               | 宫锁沉香         | 敏妃                   |
| 2013年               | 舍身技           | 玲玲                   |
| 2014年               | 我在路上最爱你   | 崔水晶                 |
| 2014年               | 冰封：重生之门   | 小美                   |
| 2014年               | 拆散专家         | 米兰                   |
| 2016年               | 奇葩追梦         | 米一梅                 |
| 2018年               | 大轰炸           | 林徽因                 |
| 2018年               | 冰封侠：时空行者 | 小美                   |
| 2019年               | 横财局中局       | 江燕燕/中田枝子        |
| 2020年               | 狐踪谍影         | 孟雨                   |
| 2024年               | 极限奇援         | 王厉害                 |
| 待上映               | 派对之王         |                        |
| 待上映               | 活宝             | 朱小环                 |
| 待上映               | 代号反抗         |                        |

### 綜藝節目
- 2013年 中国星跳跃 參與者
- 2014年 明星到我家
- 2018年 媽媽是超人 第三季
- 2020年 乘风破浪的姐姐 (第一季)
- 2024年 再見愛人第四季

## 音乐作品

### 专辑 / EP
- 2007年，EP《爱的纹身》（包含4首歌曲，未发行）
- 2008年7月28日，专辑《黄圣依》（首张个人专辑，共收录9首歌曲）
- 2009年12月30日，专辑《选美Everyday》（限量版专辑，共收录9首歌曲）
- 2013年6月29日，專輯《Facing Love》（共收錄9首歌曲）

### 单曲
- 2004年，《只要为你活一天》（电影《功夫》主题歌）
- 2004年，《我不入地狱》（电影《功夫》插曲）
- 2006年，《不许惹我生气》
- 2009年，《等我回家》
- 2009年，《心中有爱》
- 2009年，《森林舞会》
- 2009年，《快乐是能量》（动画片《发现王国》主题歌）
- 2012年，《許諾》（电影《法海:白蛇傳說》片头曲，与林峯合唱）
- 2013年，《爱情告诉我》

## 奖项荣誉
| 年份   | 颁奖典礼             | 奖项       | 作品 | 结果 |
| ------ | -------------------- | ---------- | ---- | ---- |
| 2005年 | 第24届香港电影金像奖 | 最佳新演员 | 功夫 | 提名 |

2013年之前
2005年
- 5月27日，CCTV-6“中国电影报道”节目“时装与电影女星新势力代言人”

2007年
- 1月17日，新浪2006网络盛典“最具人气艺人”
- 1月20日，雪碧中国原创音乐排行榜“内地最优秀新人”
- 1月29日，BQ2006年度红人榜“魅力红人”
- 3月31日，重庆卫视中国剧·风尚盛典“风尚偶像女演员”
- 6月8日，获任中华慈善总会“中华慈善大使”
- 7月5日，光线传媒第一届时尚风云榜“内地年度最佳时尚新锐人物”
- 7月26日，粤港十年·网娱盛典“最快走红艺人”
- 12月19日，BQ2007年度红人榜“人气红人”

2008年
- 1月8日，《精品购物指南》精品15年·时尚盛典“电影经典艺人”
- 1月17日，新浪2007网络盛典“年度荧屏搭档”（同杨子）
- 4月18日，福布斯2008中国名人慈善盛典“年度卓越名人”
- 11月15日，第六届东南劲爆音乐榜“全能艺人”，专辑《黄圣依》获“传媒推荐年度唱片”
- 12月7日，瑞丽第六届封面女孩大赛颁奖典礼“亚洲时尚全能女艺人”

2009年
- 5月17日，获任中国残疾人联合会“助残爱心大使”
- 12月18日，第五届中国（三亚）国际电视广告艺术节“最佳广告代言人”
- 12月26日，云南卫视“音乐现场”节目2009音乐大典“年度最受欢迎歌手”

2011年
- 6月24日，第五届无线音乐盛典咪咕汇，《天音》获“建党90周年献礼金曲”
- 7月15日，优酷影视盛典·2011夏季盘点“最具人气全能艺人”
- 8月19日，《风尚志》2011风尚权力榜颁奖盛典“年度全能艺人”
- 8月26日，2011乐视影视盛典“年度最佳跨界艺人（内地）”

## 争议事件

### 解约案
早在2005年6月16日，“大嘴”宋祖德曾爆料黄圣依对星辉公司不满，但随即遭到黄圣依本人和周星驰助理的否认，当时媒体和大众也不以为意。然而8月6日却突然传出消息，黄圣依因私下接拍一组性感杂志照片（即《男人装》2005年8月刊封面）而遭到公司无限期雪藏。数小时后，黄圣依本人发表声明，宣称自己因遭压榨和恐吓，决定与公司单方面解除合约，至此双方矛盾公开。一天后，来成都宣传新片的她在媒体面前声泪俱下，哭诉自己的遭遇，而星辉公司则态度强硬地指责其“恃宠而骄”，称“坚决不接受解约”。此事在娱乐圈迅速引发轩然大波，一时间同情者有之，质疑炒作者亦有之。
10月，星辉公司向香港法院正式控告黄圣依违反合约。两月之后，黄圣依也在上海提起诉讼，要求解除合约并索赔100万元，由此双方正式对簿公堂。与此同时，星辉公司对黄圣依采取了封杀措施，除不再为她接戏外，还禁止其参加电影《猛龙》在香港的首映式。
2006年7月13日，黄圣依在出席电视剧《凭什么爱你》新闻发布会的同时，高调宣布与中视精彩签订影视约。不久，又与那英姐姐那辛所在的宇乐乐传媒签订唱片约。至此，其与星辉公司的合约名存实亡。
2007年1月10日，曾有消息称香港法院于当天作出判决，驳回星辉公司的诉讼请求，认定其欺诈艺人，黄圣依解约有效。不过随后证实因星辉公司对相关证据存在质疑，法庭将延期宣判。直到2月6日，双方终于达成庭外和解，黄圣依成功解约。3月14日，香港法院对外公布了最终判决结果：星辉公司败诉。（参见黄圣依解约案新浪专题 （页面存档备份，存于））

### 与杨子的关系
自从黄圣依与杨子开始合作以后，两人的特殊关系一直是坊间议论的焦点，甚至在相当长一段时间里，外界对她和杨子绯闻的关注超过了对她演艺事业和作品本身的关注。人们对黄圣依身份的猜测包括恋人、合作伙伴、下属、第三者等等，可谓众说纷纭。而两人的多次对外声明常常互相矛盾，让人感觉颇有炒作之嫌。
黄圣依和杨子公开的交集始于2006年2月11日，因在自己生日那天被拍到出现在杨子拍戏片场，且态度亲密，从而引发关于二人恋情的遐想，但当事人随即予以了否认。时隔两月，二人又被拍到搭乘同一架飞机，且共同参演电视剧《日月凌空》，而该剧的制片人亦证实两人半年前就已相恋。虽然继续否认这一说法，但黄圣依和杨子越来越多地在公共场合同时亮相，之后更是连续合作了《凭什么爱你》、《天仙配》等多部作品，两人面对媒体时的回应也是越发暧昧。另一方面，在应对黄圣依的各种事情包括“解约案”中，杨子也逐渐扮演起了代言人的角色，并在黄圣依与星辉公司解约后承认了自己的经纪人身份。至此外界已普遍将两人视为情侣。
然而2007年3月19日，有网友突然在天涯社区发帖，爆料杨子早有家室，其妻陶虹毕业于复旦大学，是杨子所在巨力集团的总经理。几天以后，身在国外的陶虹发表声明，表示和黄圣依是好朋友，杨子是自己的领导，但对是否和杨子是夫妻则不置可否。外界由此产生了黄圣依是第三者的猜测。之后的两年半中，黄圣依和杨子仍坚称相互之间是好朋友和合作伙伴，期间较为引人关注的事件包括两人饰演情侣的电视剧《天仙配》的播出以及巨力影视公司的成立。
2009年9月7日，曾有媒体报道黄圣依前一天在成都宣传自己的个人演唱会时，与杨子一起高调宣称彼此“确实相爱了”。然而仅过了一天，两人又各自出面否认了这一消息。11月1日，有网友在中国证监会网站的巨力索具招股书中赫然发现，杨子与陶虹确实是夫妻，两人还生有一女，至此其与黄圣依的关系更加扑朔迷离，而外界对此则一片哗然。
2010年12月22日，黄圣依通过新开通的新浪微博首次澄清自己不是“小三”。2011年5月14日，杨子甚至在微博中爆出粗口，力挺黄圣依并非“小三”。6月12日晚，杨子在上海宣传电影《白蛇传说》时宣布了两人“分家”、黄圣依自组公司的消息，而黄圣依也在6月20日发表微博，表达了“重新开始”的想法。
2014年3月26日，黄圣依宣传电影《我在路上最爱你》时，表示杨子对她是重要的人。2015年5月，黄圣依穿孝服出明在杨子父亲的葬礼，證明了彼此的情侣关系。2015年5月28日，经过有关媒体与杨子核实，杨子早在2004年已与陶虹离婚。
2024年1月，好妈妈影视以明星直播带货为噱头招商，王女士付了10万元的坑位费，由于对方承诺保底140万元的销售额，他们共准备了170万元的腊肉产品，但只卖出去一单，且没能与杨子、黄圣依夫妇同框，后以涉嫌合同诈骗罪向公安机关报警。